# Ministerio de Comercio, Industria y Turismo (Colombia)
El Ministerio de Comercio, Industria y Turismo de Colombia (MinCIT) es un ministerio de la República de Colombia encargado de apoyar la actividad empresarial, productora de bienes, servicios y tecnología, así como la gestión turística de las diferentes regiones. Surgió de la fusión, en 2002, entre los ministerios de Desarrollo Económico y Comercio Exterior.
El comercio, la industria y el turismo han sido declarados ejes fundamentales en el desarrollo económico colombiano. Entre sus diferentes funciones también están las de formular, adoptar, dirigir y coordinar las políticas generales en materia de desarrollo económico y social del país.

## Historia
La historia del sector de comercio, industria y turismo se remonta a 1991, con la creación del Ministerio de Comercio Exterior con la Ley 7 del mismo año, la cual establecía las reglas que procurarán otorgarle al comercio exterior colombiano la mayor libertad posible en cuanto lo permitan las condiciones de la economía, y cuyo objetivo primordial era impulsar la internacionalización de la economía colombiana para lograr un ritmo creciente y sostenido de desarrollo, además permitía que las importaciones y exportaciones de bienes, tecnología y servicios se realizarán dentro del principio de libertad del comercio internacional en cuanto lo permitan las condiciones coyunturales de la economía.
Con la Ley 790 de 2002 se fusionaron los Ministerios de Desarrollo Económico y de Comercio Exterior, conformando el Ministerio de Comercio, Industria y Turismo, y con el decreto 210 de 2003, se establecen la normatividad que regirá este órgano institucional.

## Normatividad base
Las normas que regulan el sector del son: El Decreto 210 del 3 de febrero de 2003, por el cual se determinan los objetivos y la estructura orgánica del Ministerio del Comercio, Industria y Turismo, organismo encargado del sector; el Decreto 4269 del 23 de noviembre de 2005, por el cual se modifica la estructura del Ministerio de Comercio, Industria y Turismo y se dictan otras disposiciones; y el Decreto 2785 del 17 de agosto de 2006, por el cual se modifica la estructura del Ministerio de Comercio, Industria y Turismo, y se dictan otras disposiciones.

## Funciones
Su principal función dentro del marco de su competencia es formular, adoptar, dirigir y coordinar las políticas generales en materia de desarrollo económico y social del país, relacionadas con la competitividad, integración y desarrollo de los sectores productivos de la industria, la microempresa, pequeña y mediana, el comercio exterior de bienes, servicios y tecnología, la promoción de la inversión extranjera, el comercio interno y el turismo; y ejecutar las políticas, planes generales, programas y proyectos de comercio exterior.
En lo relacionado con la gestión administrativa, ser Modelo en gestión administrativa para apoyar con eficiencia el trabajo de las áreas misionales, contribuyendo al desarrollo sostenible del sector y al progreso de los colombianos.
Así mismo, tiene el deber de apoyar la actividad empresarial, productora de bienes, servicios y tecnología, así como la gestión turística de las regiones del país, con el fin de mejorar su competitividad, su sostenibilidad e incentivar la generación de mayor valor agregado, lo cual permitirá consolidar su presencia en el mercado local y en los mercados internacionales, cuidando la adecuada competencia en el mercado local, en beneficio de los consumidores y los turistas, contribuyendo a mejorar el posicionamiento internacional de Colombia en el mundo y la calidad de vida de los colombianos.

## Estructura
La estructura del Ministerio de Comercio, Industria y turismo está en cabeza del Ministro, quien es miembro del Consejo Superior de Comercio Exterior, el Consejo Superior de Micro empresa y el Consejo Superior de Pequeña y Mediana Empresa.

### Organigrama

#### Despacho del Ministerio
- Oficina Asesora Jurídica.
- Oficina Asesora de Planeación Sectorial.
- Oficina de Control Interno.
- Oficina de Estudios Económicos.
- Oficina de Sistemas de Información.
- Oficina de Asuntos Legales Internacionales.
- Secretaría General.

#### Viceministerio de Comercio Exterior
- Dirección de Inversión Extranjera y Servicios.
- Dirección de Integración Económica.
- Dirección de Relaciones Comerciales.
- Dirección de Comercio Exterior.
  - Subdirección de Prácticas Comerciales.
  - Subdirección de Diseño y Administración de Operaciones.
  - Comité de Importaciones.

#### Viceministerio de Desarrollo Empresarial
- Dirección de Productividad y Cometitividad.
- Dirección de Micro, Pequeña y Mediana Empresa.
- Dirección de Regulación.

#### Viceministerio de Turismo
- Dirección de Calidad y Desarrollo Sostenible.
- Dirección de Análisis Sectorial y Promoción.

## Entidades adscritas y vinculadas
Las Entidades vinculadas al sector de Comercio, Industria y Turismo son:
- ProColombia, es la entidad encargada de promover el turismo, la inversión extranjera en Colombia, las exportaciones no minero energéticas y la imagen del país.
- Fondo Nacional de Garantías S.A., entidad encargada de otorgar garantías que permitan a la Mipyme de todos los sectores económicos, excepto del sector agropecuario, el acceso al crédito ante los intermediarios financieros, para proyectos que requieran financiación y no cuenten con garantías suficientes.[6]
- Artesanías de Colombia S.A, empresa de economía mixta encargada de contribuir al progreso del sector artesanal, mediante la promoción del mejoramiento tecnológico, la investigación, el desarrollo de productos y la capacitación del recurso humano, impulsando la comercialización de artesanías colombianas.[7]
- Bancóldex S.A., sociedad anónima de economía mixta, vinculada al Ministerio de Comercio Industria y Turismo. Fundado en 1992, se trata de un banco estatal, siendo el Gobierno de Colombia su mayor accionista, el cual opera en Colombia como un Banco de Redescuento, ofreciendo productos y servicios financieros a las empresas que forman parte de la cadena exportadora de bienes y servicios colombianos. En el exterior suministra, mediante otras entidades bancarias acreditadas, financiación para la importación de productos colombianos.[8]
- Fiducoldex, Fiduciaria Colombiana de Comercio Exterior, S.A. es una sociedad de servicios financieros de economía mixta indirecta del orden nacional, adscrita al Ministerio de Comercio Exterior y filial del Banco de Comercio Exterior Bancoldex.[9]
- La Superintendencia de Industria y Comercio, es un organismo de carácter técnico, encargada de fortalecer los procesos de desarrollo empresarial y los niveles de satisfacción del consumidor colombiano.[10]
- La Superintendencia de Sociedades, es un organismo técnico, con personería jurídica, autonomía administrativa y patrimonio propio, mediante el cual se ejerce la inspección, vigilancia y control de las sociedades mercantiles, así como las facultades que le señala la ley en relación con otras personas jurídicas o naturales.[11]
- El Consejo Técnico de la Contaduría Pública, organismo permanente encargado de la normalización técnica de normas contables, de información financiera y de aseguramiento de la información. Así mismo, se encarga de proponer para expedición, a las Autoridades de Regulación, ministerios de Hacienda y Crédito Público y de Comercio, Industria y Turismo, principios, normas, interpretaciones y guías de contabilidad e información financiera y de aseguramiento de la información.[12]
- Junta Central de Contadores, entidad responsable de ejercer control y vigilancia sobre el desempeño de la profesión contable; se encarga de vigilar que la contaduría pública solo sea ejercida por contadores públicos debidamente inscritos y que quienes ejerzan la profesión de contador público, lo hagan de conformidad con las normas legales, sancionando en los términos de ley a quienes violen tales disposiciones.[13]
- Consejo Profesional de Administración de Empresas, encargado de colaborar con el Gobierno Nacional y demás autoridades de la Educación Superior, en el estudio y establecimiento de los requerimientos académicos curriculares adecuados para la óptima educación y formación de los administradores de empresas; participar con las autoridades competentes en la supervisión y control de las entidades de educación superior en lo correspondiente a la profesión de Administración de Empresas y expedir la matrícula a los profesionales que llenen los requisitos y fijar los derechos correspondientes, entre otras funciones.[14]
- Comisión Profesional Colombiana de Diseño Industrial, organismo encargado de colaborar con el gobierno nacional para propiciar la investigación y el desarrollo del Diseño Industrial, auspiciar la formación de la Confederación Colombiana de Agremiaciones de diseñadores industriales, y es expedir las tarjetas profesionales de los profesionales que ostentan los títulos de Diseño Industrial, entre otras funciones.[15]

## Ministros y Ministras
| Ministerio de Comercio Exterior (1991-2002)                   | Ministerio de Comercio Exterior (1991-2002) | Ministerio de Comercio Exterior (1991-2002) | Ministerio de Comercio Exterior (1991-2002) | Ministerio de Comercio Exterior (1991-2002) | Ministerio de Desarrollo Económico (1968-2002) | Ministerio de Desarrollo Económico (1968-2002) | Ministerio de Desarrollo Económico (1968-2002) | Ministerio de Desarrollo Económico (1968-2002) |
|                                                               | N.º                                         | Ministros                                   | Inicio                                      | Final                                       | Ministros                                      | Inicio                                         | Final                                          | N.º                                            |
| ------------------------------------------------------------- | ------------------------------------------- | ------------------------------------------- | ------------------------------------------- | ------------------------------------------- | ---------------------------------------------- | ---------------------------------------------- | ---------------------------------------------- | ---------------------------------------------- |
|                                                               | 1°                                          | Juan Manuel Santos Calderón                 | 16 de enero de 1991                         | 7 de agosto de 1994                         | Rodrigo Marín Bernal                           | 7 de agosto de 1994                            | 1996                                           | 22°                                            |
|                                                               | 2°                                          | Daniel Mazuera Gómez                        | 7 de agosto de 1994                         | 26 de febrero de 1995                       | Orlando José Cabrales Martínez                 | 1996                                           | 1997                                           | 23.º                                           |
|                                                               | 3°                                          | Ricardo Reina Echeverri                     | 1995                                        | 1955                                        | Carlos Julio Gaitán González                   | 1997                                           | 7 de agosto de 1998                            | 24.º                                           |
|                                                               | 4°                                          | Luis Alfredo Ramos Botero                   | 26 de febrero de 1995                       | 6 de febrero de 1996                        | Fernando Araújo Perdomo                        | 7 de agosto de 1998                            | 13 de agosto de 1999                           | 25.º                                           |
|                                                               | 5°                                          | Morris Harf Meyer                           | 6 de febrero de 1996                        | 12 de marzo de 1997                         | Jaime Alberto Cabal Sanclemente                | 13 de agosto de 1999                           | 12 de julio de 2000                            | 26.º                                           |
|                                                               | 6°                                          | Carlos Ronderos Torres                      | 12 de marzo de 1997                         | 7 de agosto de 1998                         | Augusto Ramírez Ocampo                         | 12 de julio de 2000                            | 2001                                           | 27.º                                           |
|                                                               | 7°                                          | Marta Lucía Ramírez                         | 7 de agosto de 1998                         | 7 de agosto de 2002                         | Eduardo Pizano de Narváez                      | 2001                                           | 7 de agosto de 2002                            | 28.º                                           |
|                                                               | 8°                                          | Ángela María Orozco Gómez                   | 7 de agosto de 2002                         | 27 de diciembre de 2002                     | Jorge Humberto Botero Angulo                   | 7 de agosto de 2002                            | 27 de diciembre de 2002                        | 29.º                                           |
| Ministerio de Comercio, Industria y Turismo (2002-Actualidad) |                                             |                                             |                                             |                                             |                                                |                                                |                                                |                                                |
|                                                               | N.º                                         | Ministros                                   | Fotografía                                  | Inicio                                      | Final                                          | Partido                                        | Presidente                                     | Ref.                                           |
|                                                               | 1°                                          | Jorge Humberto Botero Angulo                |                                             | 27 de diciembre de 2002                     | 7 de agosto de 2007                            | Centro Democrático                             | Álvaro Uribe Vélez                             |                                                |
|                                                               | 2°                                          | Luis Guillermo Plata Páez                   |                                             | 7 de agosto de 2007                         | 7 de agosto de 2010                            | Independiente                                  | Álvaro Uribe Vélez                             | [ 16 ]                                         |
|                                                               | 3°                                          | Sergio Díaz-Granados Guida                  |                                             | 7 de agosto de 2010                         | 8 de octubre de 2013                           | Partido de la U                                | Juan Manuel Santos Calderón                    | [ 16 ]                                         |
|                                                               | 4°                                          | Santiago Rojas Arroyo                       |                                             | 8 de octubre de 2013                        | 7 de agosto de 2014                            | Partido Conservador                            | Juan Manuel Santos Calderón                    | [ 16 ]                                         |
|                                                               | 5°                                          | Cecilia Álvarez-Correa                      |                                             | 7 de agosto de 2014                         | 4 de mayo de 2016                              | Centro Democrático                             | Juan Manuel Santos Calderón                    | [ 16 ]                                         |
|                                                               | 6°                                          | María Claudia Lacouture Pineda              |                                             | 4 de mayo de 2016                           | 21 de agosto de 2017                           | Partido de la U                                | Juan Manuel Santos Calderón                    | [ 16 ]                                         |
|                                                               | 7°                                          | María Lorena Gutiérrez Botero               |                                             | 22 de agosto de 2017                        | 7 de agosto de 2018                            | Independiente                                  | Juan Manuel Santos Calderón                    | [ 16 ]                                         |
|                                                               | 8°                                          | José Manuel Restrepo Abondano               |                                             | 7 de agosto de 2018                         | 3 de mayo de 2021                              | Independiente                                  | Iván Duque Márquez                             | [ 17 ]                                         |
|                                                               | -                                           | Laura Valdivieso Jiménez (e)                |                                             | 13 de mayo de 2021                          | 19 de mayo de 2021                             | Independiente                                  | Iván Duque Márquez                             | [ 18 ]                                         |
|                                                               | 9°                                          | María Ximena Lombana Villalba               |                                             | 19 de mayo de 2021                          | 7 de agosto de 2022                            | Centro Democrático                             | Iván Duque Márquez                             | [ 19 ]                                         |
|                                                               | 10°                                         | Germán Umaña Mendoza                        |                                             | 7 de agosto de 2022                         | 11 de junio de 2024                            | Independiente                                  | Gustavo Petro Urrego                           | 20                                             |
|                                                               | 11°                                         | Luis Carlos Reyes                           |                                             | 11 de junio de 2024                         | 7 de marzo de 2025                             | Independiente                                  | Gustavo Petro Urrego                           | 21                                             |